# Маунт-Эджкамб, Ричард
Ричард Эджкамб, 2-й граф Маунт-Эджкамб (англ. Richard Edgcumbe, 2nd Earl of Mount Edgcumbe; 13 сентября 1764 — 26 сентября 1839) — британский аристократ, государственный деятель и мемуарист. С 1789 по 1795 год он носил титул учтивости — виконт Вэллиторт.

## Биография
Родился 13 сентября 1764 года. Единственный сын высокопоставленного морского офицера Джорджа Эджкамба, 3-го барона Эджкамба (1720—1795), и Эммы Гилберт (? — 1807), дочери Джона Гилберта, архиепископа Йоркского. В юности совершил учебное путешествие по Италии, во Флоренции оказался одним из многочисленных персонажей картины «Трибуна Уффици» (1776), написанной Иоганном Цоффани. В 1786—1795 годах являлся депутатом Палаты общин британского парламента от «гнилого местечка» Фоуи в Корнуолле.
В 1789 году получил титул учтивости и стал виконтом Вэллитортом (англ. Valletort).
В 1795 году, унаследовав после смерти отца графский титул, получил должность лорда-лейтенанта Корнуолла и право заседать в Палате лордов. Сверх того, в 1808—1812 годах занимал должность капитана Гвардии телохранителей (англ. Honourable Corps of Gentlemen at Arms). В 1808 году также введён в Тайный совет и стал членом Королевского общества.

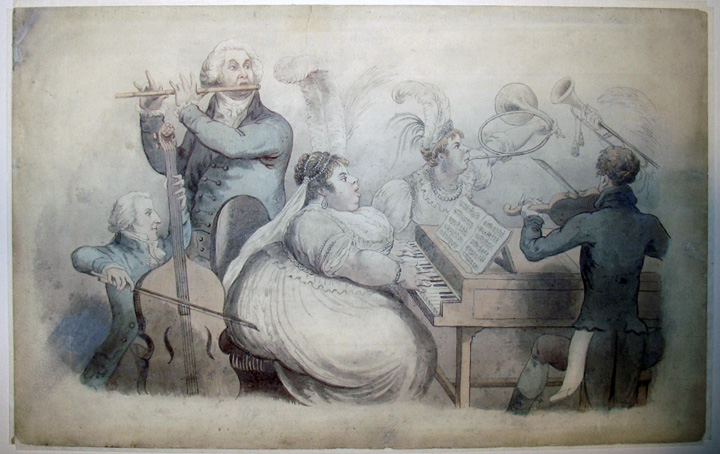
Ричард Эджкамб играет на виолончели (слева). Сатирический рисунок Эдварда Фрэнсиса Берни, 1802 год

Известен преимущественно историкам оперного искусства благодаря книге «Музыкальные воспоминания» (англ. Musical Reminiscences of the Earl of Mount Edgcumbe), включающей записи об операх, прослушанных Эджкамбом в 1773—1823 годах. В 1800 году выступил с собственной оперой «Зенобия», поставленной в лондонском Театре Его Величества.

## Семья
21 февраля 1789 года лорд Маунт-Эджкамб женился на леди Софии Хобарт (26 марта 1768 — 17 августа 1806), дочери Джона Хобарта, 2-го графа Бакингемшира (1723—1793), и Мэри Энн Друри (1740—1769). У них было пятеро детей:
- Леди Эмма София Эджкамб (28 июля 1791 — 28 января 1872), 17 июля 1828 года вышла замуж за Джона Каста, 1-го графа Браунлоу.
- Леди Кэролайн Энн Эджкамб (22 октября 1792 — 10 апреля 1824), вышла замуж за Ранальда Джорджа Макдональда, 20-го Кланранальда, в апреле 1812 года
- Уильям Ричард Эджкамб, виконт Вэллеторт (19 ноября 1794 — 29 октября 1818).
- Эрнест Август Эджкамб, 3-й граф Маунт-Эджкамб (23 марта 1797 — 3 сентября 1861), второй сын и преемник отца.
- Достопочтенный Джордж Эджкамб (28 июня 1800 — 18 февраля 1882).

Графиня Маунт-Эджкамб умерла в августе 1806 года. Лорд Маунт-Эджкамб оставался вдовцом до своей смерти в сентябре 1839 года в возрасте 75 лет. Он похоронен в церкви Святого Петра, Питершем, Ричмонд-апон-Темс.